# 프로테스탄트 윤리
프로테스탄트 윤리(Protestant ethic), 프로테스탄티즘의 윤리, 개신교 노동 윤리(Protestant work ethic), 칼뱅주의 노동 윤리(Calvinist work ethic), 청교도 노동 윤리(Puritan work ethic)는 사회학, 경제학 및 역사학의 워크에식 개념이다. 이는 개신교 신앙, 특히 칼뱅주의가 옹호하는 가치에 대한 개인의 가입이 근면, 규율 및 검소함을 가져온다는 점을 강조한다.
이 문구는 1905년 선구적인 사회학자 막스 베버가 자신의 저서 『프로테스탄트 윤리와 자본주의 정신』에서 처음으로 만들어냈다. 베버는 개신교 윤리와 가치가 칼뱅주의 금욕주의와 예정론과 함께 자본주의의 출현과 확산을 가능하게 했다고 주장했다. 성직자와 돌보는 전문가가 자신의 일에 대한 소명 (기독교)(또는 하나님으로부터의 "부름")을 갖는 것으로 간주되는 것처럼, 개신교 노동 윤리에 따르면 "낮은" 노동자도 자신의 일에 대한 헌신을 통해 성취할 수 있는 고귀한 소명을 가지고 있다.
제시된 논문은 발표 이후 논란의 여지가 있었지만 사회학에서 가장 영향력 있고 인용된 책 중 하나이다. 베버와 반대로 페르낭 브로델과 휴 트레버-로퍼와 같은 역사가들은 개신교의 노동 윤리가 자본주의를 창출하지 않았으며 자본주의는 종교 개혁 이전의 가톨릭 공동체에서 발전했다고 주장한다. 역사가 로렌스 R. 라나콘(Laurence R. Iannaccone)은 "개신교 윤리학 논문의 가장 주목할만한 특징은 경험적 뒷받침이 없다는 것"이라고 썼다.
이 개념은 종종 미국뿐만 아니라 북부, 중부, 북서부 유럽 사회의 자기관을 정의하는 데 도움이 되는 것으로 평가된다.

## 같이 보기
- 막스 베버
- 하늘은 스스로 돕는 자를 돕는다
- 산업 혁명
- 게으름
- 칼뱅주의 이중예정론
- 번영신학
- 나태